# Códigos de esclavos
Los Códigos de Esclavos eran el subconjunto de leyes relativas a la esclavitud y los esclavos, específicamente en lo que respecta al Comercio Transatlántico de Esclavos y la esclavitud de bienes muebles en las Américas. 
La mayoría de los códigos de esclavitud se refieren a los derechos y deberes de las personas libres con respecto a las personas esclavizadas. Los códigos de la esclavitud dejaron muchas lagunas, ya que gran parte de la práctica real de la esclavitud era una cuestión de tradiciones más que de leyes formales.
Las principales potencias coloniales tenían códigos de esclavitud ligeramente diferentes. Las colonias francesas, después de 1685, tenían el Código Negro específicamente para este propósito. Los españoles tenían algunas leyes sobre la esclavitud en Las Siete Partidas, una ley mucho más antigua que no fue diseñada para las sociedades de esclavos de las Américas. Las colonias inglesas tenían en gran medida sus propios códigos locales de esclavos, basados en su mayoría en los códigos de las colonias de Barbados o Virginia.
Además de estos códigos de esclavitud nacionales y estatales o de las colonias, había ordenanzas municipales y otras restricciones locales con respecto a los esclavos.

## Códigos de esclavos típicos
Había muchas similitudes entre los distintos códigos de esclavos. Los elementos más comunes son:
- Restricciones de movimiento: La mayoría de las regiones exigían que los esclavos que estuvieran fuera de sus plantaciones o de las ciudades en las que residían tuvieran un pase firmado por su amo. Muchas ciudades de los estados esclavistas exigían que los esclavos llevaran etiquetas, pequeñas insignias de cobre que los esclavos llevaban para demostrar que se les permitía desplazarse.[4]
- Restricciones de matrimonio: En la mayoría de los lugares se restringieron los derechos matrimoniales de los esclavos, aparentemente para evitar que trataran de cambiar de amo casándose con una familia de otra plantación.[5] El matrimonio entre personas de diferentes razas también era usualmente restringido.
- Prohibición de reuniones: Los códigos de esclavitud generalmente impedían que grandes grupos de esclavos se reunieran fuera de sus plantaciones.
- Patrullas de esclavistas: En las zonas de Norteamérica que dependían de la esclavitud, diversos grados de autoridad legal respaldaron las patrullas de los dueños de plantaciones y otros blancos libres para garantizar que los esclavos no pudieran desplazarse libremente de noche y para hacer cumplir en general las restricciones a los mismos.[6]
- Negocio y comercio de esclavos: Inicialmente, la mayoría de los lugares daban a los esclavos algo de tierra para trabajar personalmente y les permitían operar sus mercados. A medida que la esclavitud se hizo más rentable, se introdujeron códigos de esclavitud que restringían los derechos de los esclavos a comprar, vender y producir bienes.[7] En algunos lugares, las etiquetas de los esclavos fueron obligados a ser usados por las personas esclavizadas para demostrar que se les permitió participar en ciertos tipos de trabajo.[8]
- Castigo y asesinato de esclavos: Los códigos de esclavos regulaban cómo se podía castigar a los esclavos, llegando incluso a no aplicar ninguna pena o sanción por matar accidentalmente a un esclavo mientras se le castigaba en la forma que fuera.[9] Más tarde, las leyes empezaron a aplicar restricciones al respecto, pero los dueños de esclavos rara vez eran castigados por matarlos.[10] El historiador Lawrence M. Friedman escribió: "Diez códigos del Sur tipificaron como delito el maltrato de un esclavo... Según el Código Civil de Luisiana de 1825 (art. 192), si un amo era ′convicto de trato cruel, ′ el juez podía ordenar la venta del esclavo maltratado, presumiblemente a un amo mejor".[11]
- Restricciones educativas: Algunos códigos tipificaban de ilegal enseñar a los esclavos a leer.[12]

## Las colonias americanas de Inglaterra y los Estados Unidos
No existía un código central de esclavos en Inglaterra; cada colonia desarrolló su propio código. En las Trece Colonias Británicas, después de su independencia, los estados, separadamente, ratificaron nuevas constituciones, pero sus leyes eran por lo general una continuación de las leyes que esas regiones mantenían anteriormente y sus códigos de esclavitud permanecieron inalterables.
El primer Código de Esclavos inglés completo se estableció en Barbados, una isla del Caribe, en 1661. En 1664 se introdujeron modificaciones en los códigos de esclavos de Barbados en la Colonia de Jamaica, y luego se modificaron en gran medida en 1684. Los códigos jamaicanos de 1684 fueron copiados por la Provincia de Carolina del Sur en 1691. El código de esclavos de Carolina del Sur sirvió como modelo para muchas otras colonias en América del Norte. En 1770, la Colonia de Georgia adoptó el código de esclavos de Carolina del Sur, y Florida adoptó el código de Georgia.
Los códigos de esclavitud de Virginia se elaboraron en paralelo a los de Barbados, con leyes individuales a partir de 1667 y un código de esclavitud integral aprobado en 1705. Los códigos de esclavos de las colonias de tabaco (Delaware, Maryland, Carolina del Norte y Virginia) se basaron en el código de Virginia.
Las colonias del norte desarrollaron sus propios códigos de esclavos en fechas posteriores, siendo el más estricto el de Nueva York, que aprobó un amplio código de esclavos en 1702 y lo amplió en 1712 y 1730.
La esclavitud fue restringida en todo el Imperio Británico por el Acta del Comercio de Esclavos de 1807, que impedía su comercio, pero en realidad no puso fin a la esclavitud. En 1833, la Ley de Abolición de la Esclavitud puso fin a la esclavitud en todo el Imperio Británico.
En los Estados Unidos, había una división entre los estados esclavistas en el Sur y los estados libres en el Norte. Al comienzo de la Guerra Civil Americana, había 34 estados en los Estados Unidos, 15 de los cuales eran estados esclavistas, todos los cuales tenían códigos de esclavitud. Los 19 estados libres no tenían códigos de esclavitud, aunque seguían teniendo leyes relativas a la esclavitud y a las personas esclavizadas, que abarcaban cuestiones tales como la forma de tratar a los esclavos de los estados esclavistas, tanto si eran fugitivos como si estaban con sus dueños.
La esclavitud no se prohibió en todo el país hasta que se ratificó la Decimotercera Enmienda el 6 de diciembre de 1865. Las leyes nacionales anteriores que restringieron enormemente la esclavitud en Estados Unidos fueron la Acta de Prohibición de la Importación de Esclavos del 1 de enero de 1808, que convirtió en delito la importación de esclavos del extranjero, y la Ley del Esclavo Fugitivo de 1850, que exigía que los esclavos fugitivos que se encontraban en estados libres fueran devueltos a sus dueños en el Sur.
Estás leyes coexistieron con los códigos negros de los estados libres del norte.

## Códigos de esclavos franceses
Las colonias francesas en América del Norte fueron la única porción de las Américas a la que se le aplicó un código de esclavitud efectivo desde el centro del imperio. El Rey Luis XIV aplicó el Code Noir en 1685, y fue adoptado por Saint-Domingue en 1687 y las Indias Occidentales Francesas en 1687, la Guayana Francesa en 1704, Réunion en 1723 y Luisiana en 1724. Nunca se aplicó en Canadá, que tenía muy pocos esclavos. El Code Noir fue desarrollado en parte para combatir la propagación del protestantismo y, por lo tanto, se centra más en las restricciones religiosas que otros códigos de esclavos.Fue actualizado significativamente en 1724.
La ciudad de Nueva Orleans en Luisiana desarrolló códigos de esclavitud bajo España, Francia y Estados Unidos, debido a que Luisiana cambió de manos varias veces, lo que resultó en un conjunto muy complejo de códigos de esclavitud. Las necesidades de los locales fueron generalmente mantenidas a favor de cualquier ley externa.
Francia abolió la esclavitud después de la Revolución Francesa, primero liberando a la segunda generación de esclavos en 1794. Aunque fue reinstaurada bajo Napoleón con la ley del 20 de mayo de 1802.

## Códigos de esclavos españoles
En la práctica, los códigos de esclavitud de las colonias españolas eran leyes locales, similares a las de otras regiones. Había un código de esclavos general, Las Siete Partidas, que otorgaba muchos derechos específicos a los esclavos de estas regiones, pero hay pocos registros de que se haya utilizado realmente para beneficiar a los esclavos de las Américas. Las Siete Partidas se elaboró en el siglo XIII, mucho antes de la colonización del nuevo mundo, y su tratamiento de la esclavitud se basó en la tradición romana.
Un intento de unificar los códigos de esclavos españoles, el Código Negro, fue cancelado sin llegar a tener efecto porque era impopular entre los dueños de esclavos en las Américas.
Las Leyes de Indias fueron un cuerpo de leyes continuo, modificado a lo largo de la historia de las colonias españolas, que incorporó muchas leyes de esclavitud en las versiones posteriores.